# Legionovia 2021-2022
Questa voce raccoglie le informazioni riguardanti il Legionovia nelle competizioni ufficiali della stagione 2021-2022.

## Organigramma societario
Area direttiva
- Presidente: Konrad Ciejka

Area tecnica
- Allenatore: Alessandro Chiappini
- Allenatore in seconda: Adrian Chyliński, Maciej Juszt

## Rosa
| N° | Nome              | Ruolo | Data di nascita  | Nazionalità sportiva |
| -- | ----------------- | ----- | ---------------- | -------------------- |
| 1  | Maja Tokarska     | C     | 22 febbraio 1991 | Polonia              |
| 2  | Lauren Barfield   | C     | 15 marzo 1990    | Stati Uniti          |
| 3  | Olivia Różański   | S     | 5 giugno 1997    | Polonia              |
| 5  | Gabriela Dębowska | C     | 25 agosto 2003   | Polonia              |
| 6  | Magdalena Damaske | S     | 19 febbraio 1996 | Polonia              |
| 7  | Daria Szczyrba    | S     | 2 dicembre 1998  | Polonia              |
| 8  | Sonia Stefanik    | C     | 8 ottobre 2002   | Polonia              |
| 10 | Yaprak Erkek      | S     | 2 settembre 2001 | Turchia              |
| 11 | Izabela Lemańczyk | L     | 11 dicembre 1990 | Polonia              |
| 12 | Diana Dąbrowska   | P     | 12 agosto 2001   | Polonia              |
| 13 | Hanna Tylska      | S     | 9 aprile 2003    | Polonia              |
| 14 | Maja Szymańska    | O     | 15 aprile 2002   | Polonia              |
| 16 | Klaudia Kulig     | L     | 1º maggio 1997   | Polonia              |
| 17 | Gyselle Silva     | O     | 29 ottobre 1991  | Azerbaigian          |
| 18 | Aleksandra Gryka  | C     | 6 febbraio 2000  | Polonia              |
| 21 | Alicja Grabka     | P     | 9 maggio 1998    | Polonia              |